# Mammillaria gigantea
Espèce
Statut de conservation UICN

 DD  : Données insuffisantes
Statut CITES
Mammillaria gigantea est une espèce végétale de la famille des cactus, qui se rencontre au Mexique.
Il peut atteindre 10 cm de haut et 17 cm de diamètre.